# ویلیام شیر
ویلیام شیر (انگلیسی: William the Lion; About 1143 – ۴ دسامبر ۱۲۱۴ (aged 71)) یا ویلیام یکم، پادشاه اسکاتلند از سال ۱۱۶۵ تا ۱۲۱۴ بود. پس از وی پسرش، الکساندر دوم به پادشاهی اسکاتلند رسید.